# أرمين شوستر
أرمين شوستر (بالألمانية: Armin Schuster) هو سياسي ألماني، ولد في 20 مايو 1961 في آندرناخ في ألمانيا. حزبياً، نشط في الاتحاد الديمقراطي المسيحي. في الانتخابات الفيدرالية الألمانية 2017، انتخب عضو في البوندستاغ الألماني عن دائرة Lörrach – Müllheim ‏ وقد انضم خلال فترته النيابية (24 أكتوبر 2017 – )  للكتلة البرلمانية الكتلة البرلمانية لائتلاف الاتحاد الديمقراطي المسيحي / الاتحاد الاجتماعي المسيحي في البوندستاغ ‏ وانتخب عضو في البوندستاغ الألماني خلال فترته النيابية ‏ (27 أكتوبر 2009 – 22 أكتوبر 2013).

## وصلات خارجية
- الموقع الرسمي